# Heieind (Bladel)
Heieind is een buurtschap  in de gemeente Bladel in de Nederlandse provincie Noord-Brabant.
De buurtschap is gelegen aan de weg Heieind. Heieind ligt ten zuiden van de Gemeentebossen Hoogeloon.
Het bestaat uit een paar boerderijen.
Hoofdplaats: Bladel      Dorpen: Casteren · Hapert · Hoogeloon · Netersel

Buurtschappen: Biezenheuvel · Broekenseind · Dalem · De Pan · Egypte · Franse Hoef · Heieind · Heikant · Helleneind · Het Bosch · Heuvel · Hoogcasteren · Landorp · Lemel · Ten Vorsel

Voormalige gemeenten: Bladel en Netersel · Hoogeloon, Hapert en Casteren

Noord-Brabant: Steden en dorpen      Nederland: Provincies · Gemeenten